# Хегарти, Дайан
Дайан Хегарти (10 июля 1942, Чикаго, Иллинойс — 23 июля 2022) — религиозная лидерша, которая вместе с Антоном Шандором Лавеем стала соучредительницей Церкви Сатаны.

## Биография
Дайан Хегарти (также известная как Диана Лавей и Диана Холл) родилась 10 июля 1942 года. Она не только называла себя колдуньей, но и была соучредителем Церкви Сатаны вместе с Антоном Лавеем и служила в ней Верховной жрицей в течение 25 лет и работала специалистом по графологии.
После того, как Лавей развёлся со своей первой женой Кэрол, он начал отношения с Хегарти, которые длились 24 года (с 1960 по 1984), вследствии чего у них появилась дочь Зина Шрек (урождённая ЛаВей). В конце их отношений Хегарти подала в суд на палимонию. Также Дайан Хегарти появляется во многих снятых на плёнку ритуалах Церкви.
Хегарти управляла Церковью Сатаны, а также печатала и редактировала книги Антона Лавея. Под её редакцией вышли произведения Лавея «Сатанинская библия», «Сатанинские ритуалы», «Сатанинская ведьма» и «Записная книжка дьявола». Она выполняла большую часть административной, пресс- и членской работы Церкви. Дочь Хегарти и Лавея Зина оказалась в центре внимания в возрасте трёх лет во время своего сатанинского крещения, но в 1990 году вышла из Церкви Сатаны и отреклась от сатанизма Лавея, чтобы следовать своему духовному пути и прекратила все контакты со своей семьёй.
Позднее Хегарти стала способствовать благоприятному развитию карьеры своего внука Стэнтона Лавея. Дайан Хегарти скончалась 23 июля 2022 года.